# Hydraena borbonica
Hydraena borbonica är en skalbaggsart som beskrevs av Leon Fairmaire 1898. Hydraena borbonica ingår i släktet Hydraena och familjen vattenbrynsbaggar.

## Underarter
Arten delas in i följande underarter:
- H. b. ofella
- H. b. borbonica